# Camulogène
Camulogène ou Camulogenos est un aristocrate Aulerque, chef de guerre menant la coalition des peuples de la Seine en 52 av. J.-C. selon César. 

## Étymologie
Le nom gaulois Camulogenos se compose vraisemblablement de l'élément *camulo(s) (« servant, champion ») et de l'élément *genos (« naissance, fils »). L'élément Camulo se rapproche également de Camulos, nom d'un dieu gaulois.

## Labataille de Lutèce
Il met en place une politique de la terre brûlée en incendiant Lutèce, puis tente de piéger les troupes de Labienus, lieutenant de Jules César. Les premiers combats sont un succès pour les Gaulois, car les troupes de Labienus se font piéger dans les marais de la Bièvre. Labienus se replie vers Metlosedum (Melun). Il contre-attaque, en dispersant ses troupes en plusieurs points, et en trompant l’ennemi à son tour. Camulogène donne l’ordre de couper les ponts, mais malgré le renfort des guerriers bellovaques, arrivant de Beauvais, pour secourir la résistance gauloise, Labienus triomphe et bat les forces gauloises, éparpillées sur plusieurs fronts.
Camulogène périt au cours de la bataille de Lutèce.

## Postérité
Une rue Camulogène existe à Paris. C'est une impasse du 15e arrondissement située non loin de la rue Vercingétorix.

## Sources
- Marie-Nicolas Bouillet  et Alexis Chassang (dir.), « Camulogène » dans Dictionnaire universel d’histoire et de géographie, 1878 (lire sur Wikisource)